# Krykke
En krykke er et hjælpemiddel, som man kan bruge, hvis man ikke kan støtte på sine ben og/eller fødder. De kan se forskelige ud, men består typisk af en lodret stang med en tværgående stang, som man bruger til at holde i med sine hænder. Nogle former for krykker støtter personen via underamen, andre via armhulerne.